# Furnas do Cavalum
As Furnas do Cavalum são um conjunto de quatro grutas, resultantes de canais de lava, existentes na freguesia de Machico, Ilha da Madeira. Representam uma importante estrutura geológica onde habita uma fauna cavernícola diversa, existindo mesmo espécies endémicas únicas.

## Geologia
A formação da Ilha da Madeira remonta ao período Neogénico, sendo que a sua porção emergente data do final do Mioceno (< 5.6 m.a). A última erupção vulcânica conhecida ocorreu há cerca de 6000 anos, na zona nordeste da cabeceira do vale de São Vicente, perto do planalto do Paul da Serra, onde piroclastos desta erupção podem ser facilmente observados a cobrir o solo.
Os tubos de lava conhecidos na ilha são poucos e resultam de escoadas basálticas provenientes de erupções recentes ocorridas no Plistocénico. No entanto, outros tubos poderão existir, podendo estar selados no interior de outras escoadas recentes. Estas formações geológicas são designadas, localmente, por grutas, cavernas ou furnas (Gouveia, 1963).
A sua formação deve-se ao facto de as correntes de lava, ascendendo do interior, terem esfriado mais rapidamente à superfície e em contacto com as paredes e o leito onde correram do que no interior. Devido a este facto conservaram por mais tempo a sua fluidez tornando-se assim ocas ao terminar o escoamento, formando canais subterrâneos. Este mecanismo é bastante frequente nas escoadas basálticas e permite que a lava alcance grandes distâncias.
De acordo com Sarmento (1941), encontra-se no Arquipélago da Madeira grande quantidade de ferro, apenas em filões muito reduzidos, referindo o caso do revestimentos internos dos canais de lava das Furnas do Cavalum.

## Morfologia
As Furnas do Cavalum são constituídas por 4 cavidades, cientificamente numeradas de um a quatro em numeração romana. Existe na literatura alguma confusão quanto à numeração destas cavidades. Normalmente a numeração é feita, atendendo à sua localização, da esquerda para a direita considerando que o observador se encontra no fundo no vale e de frente para as grutas (de costas voltadas para a Ribeira de Machico).
- A gruta I (Cavalum I), a mais à esquerda, encontra-se a uma altitude de cerca de 125 metros, localizando-se a leste da gruta II. É, das quatro, a mais difícil de localizar porque a sua entrada principal encontra-se parcialmente coberta pela vegetação. Atinge os 300 metros de comprimento e é a mais complexa e a menos visitada das quatro. Esta cavidade é formada por dois tubos vulcânicos, de dimensões modestas, que confluem a 30 metros da entrada numa câmara pequena de planta descendente que apresenta continuidade para o lado sul até se obstruir, progressivamente, por depósitos limo – argilosos. No extremo oposto desta câmara acede-se, por um corredor estreito, à galeria principal. A galeria principal é constituída por duas câmaras comunicantes de maiores dimensões (20 X 15 m de área por 10 metros de altura) e continua por mais 40 metros até colapsar pelo mesmo tipo de depósitos, que apresentam forte hidratação.
- A gruta II (Cavalum II) é a mais acessível e também a mais visitada. As veredas (designação utilizada na Madeira que significa trilho ou caminho na montanha) existentes, provenientes quer da parte inferior quer da parte superior do vale, conduzem directamente à entrada desta gruta. Situa-se a uma altitude de cerca de 140 metros e estende-se por cerca de 110 metros.
- A gruta III (Cavalum III), localizada cerca de 10 metros a oeste da gruta II, encontra-se à mesma altitude sendo também bastante visitada. Apresenta uma extensão de 90 metros sendo constituída por um tubo vulcânico único de desenvolvimento irregular e pendente ascendente desde a entrada. Contém alguns tramos com depósitos argilosos.
- A gruta IV (Cavalum IV), localizada a oeste da gruta III, encontra-se a uma altitude de 135 metros. A sua entrada é baixa e larga e a sua extensão não ultrapassa os 50 metros.

## Fauna
Contrariamente às Ilhas Canárias a fauna adaptada às cavernas foi pouco estudada na Ilha da Madeira. Existem, contudo, alguns estudos que pretendem esclarecer, um pouco mais, as características deste tipo de fauna nas cavernas da Madeira.
A primeira prospecção biológica EM 1993 permitiu identificar uma nova espécie de artrópode existente nas Furnas do Cavalum, Eukoenenia madeirae. Esta espécie, pertencente à classe Arachnida foi descoberta inicialmente na Cavalum II e constituiu uma descoberta científica importante no contexto da fauna cavernícola.
Outro importante estudo realizado nas Furnas do Cavalum, permitiu identificar uma nova espécie cavernícola existentes apenas nestas grutas, Paraliochthonius cavalensis. Até à realização deste estudo a espécie epígea e halófila Paraliochthonius hoestlandti era a única espécie deste género conhecida na Ilha da Madeira.
Várias espécies são reportadas das Furnas do Cavalum:
- Eukoenenia madeirae (Cavalum I e II) – espécie troglóbia, pertencente à ordem Palpigradi, família Eukoeneniidae. Esta espécie tornou-se conhecida da comunidade científica através dos exemplares recolhidos em Cavalum I.
- Paraliochthonius cavalensis (Cavalum III) – espécie troglóbia, pertencente à ordem  Pseudoscorpiones, família Chthoniidae. Trata-se de uma nova espécie existente apenas nas Furnas do Cavalum.
- Centromerus sexoculatus (Cavalum I) – espécie pertencente à ordem Araneae, família Linyphiidae (género Centromerus). Esta espécie presente no Arquipélago da Madeira não se encontra em mais nenhum arquipélago Macaronésio.
- Trichoniscus bassoti (Cavalum I, II e III) – espécie pertencente à ordem Isopoda, família Trichoniscidae. Aparentemente é a única espécie troglóbia a habitar mais do que um arquipélago Macaronésio (Canárias e Madeira).
- Thalassophilus pieperi (Cavalum I, II e III) – espécie pertencente à ordem Coleoptera, família Carabidae. A existência desta espécie em grutas separadas por dezenas de quilómetros (Furnas do Cavalum, Furna do Cardal e Caverna dos Landeiros) parece indicar, de acordo com os autores do estudo, a existência de ligações subterrâneas entre as grutas ou mesmo uma distribuição mais ampla num período anterior.

## Lenda
O nome Cavalum, atribuído a estas grutas, advém da lenda a elas associada. Segundo a lenda existia um diabo com forma de cavalo, asas de morcego e que deitava fogo pelas narinas, chamado Cavalum.

## Biliografia
GOUVEIA, F. A. S. R. de, (1963). Principais grutas existentes na Ilha da Madeira. Boletim da Sociedade Portuguesa de Espeleologia, 2ª Série, 1: págs.34-40.
OROMÍ, P. (1992). La Fauna Subterránea en las Islas Macaronésicas. In: Actas do 3º Congresso Nacional de Espeleologia e do 1º Encontro Internacional de Vulcanoespeleologia das Ilhas Atlânticas (30 de Setembro a 4 de Outubro de 1992), págs. 193-205, Angra do Heroísmo.
SARMENTO, Alberto Artur (1941). As Pequenas Indústrias da Madeira. Oficinas do Diário de Notícias. Funchal.
SERRANO, A.R.M., Borges, P.A.V. (2010) The cave-adapted arthropod fauna from Madeira archipelago Arquipélago. Life and Marine Sciences, 27, págs. 1-7.
STRINATI, P. & B. Condé (1995). Grottes et Palpigrades de Madère. Mémoires de Biospéologie 22: págs.161-168.
WUNDERLICH, J. (1993) the Macaronesian cave-dwelling spider fauna (Arachnida: Araneae). Memoires of the Queensland Museum, 33, págs. 681-686.